# Temmu

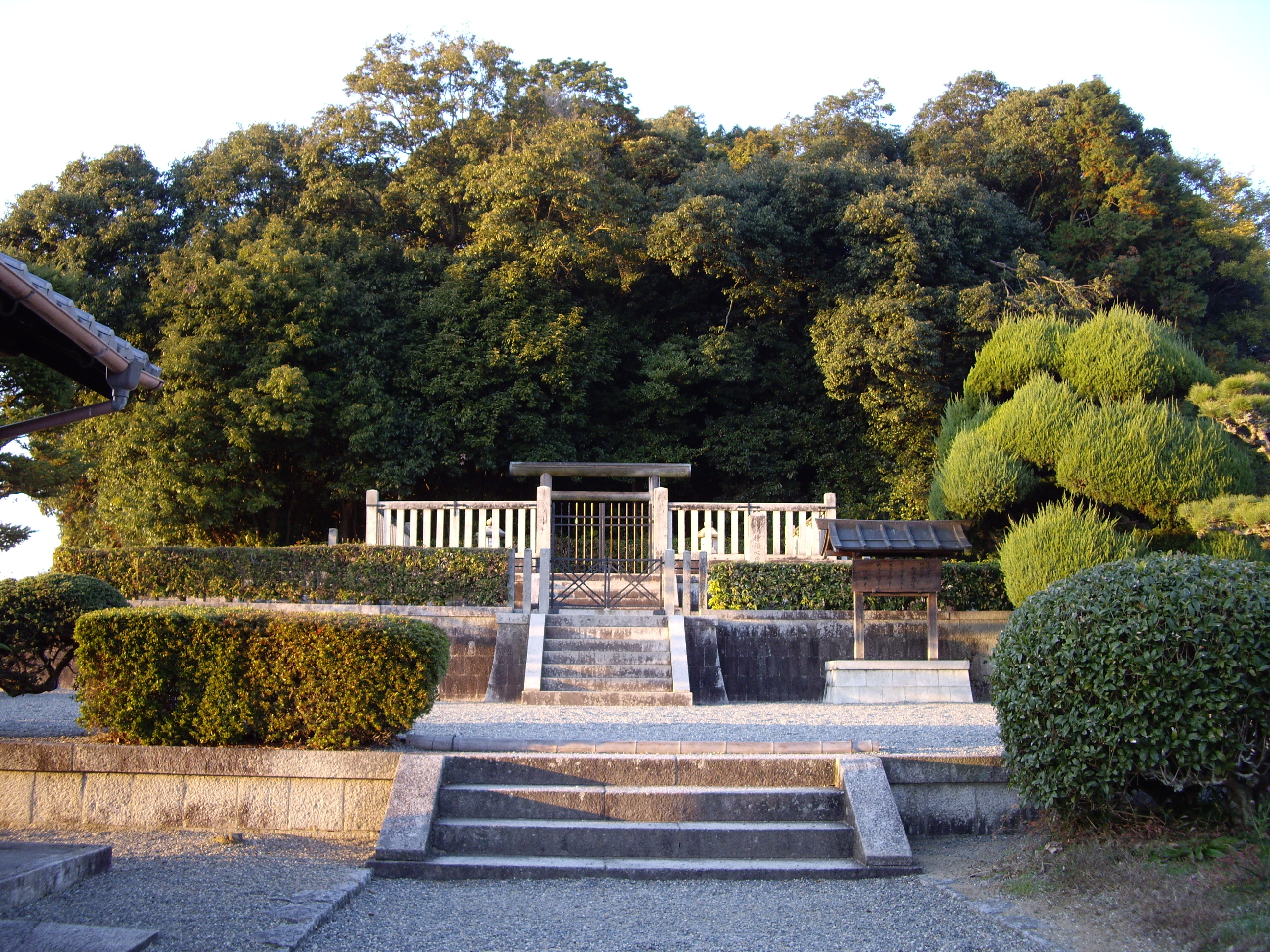
Pamětní šintoistická svatyně a mauzoleum k poctě císaře Temmua

Temmu (japonsky 天武天皇, Temmu-tennó, asi 631 – 1. října 686) byl čtyřicátý císař Japonska v souladu s tradičním pořadím posloupnosti.
Císař Temmu vládl od roku 673 do své smrti v roce 686.
Místo, kde byl císař Temmu pohřben, není známo. Císař je proto tradičně uctíván v pamětní šintoistické svatyni  (misasagi) v prefektuře Nara. Úřad pro záležitosti japonského císařského dvora stanovil toto místo jako císařovo mauzoleum, takže nese formální jméno Hinokuma no Óuči no misasagi.

## Legenda

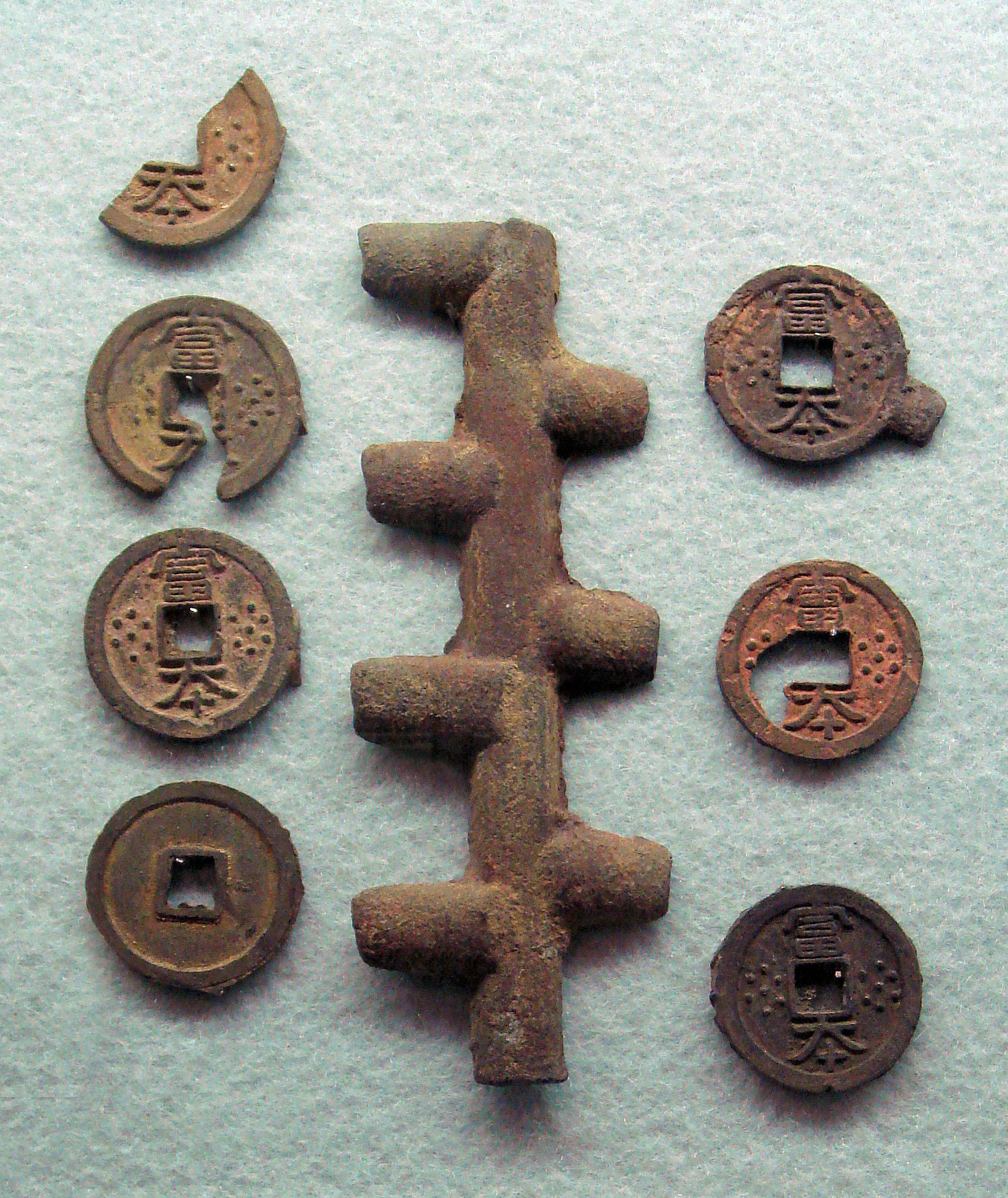
Japonské mince Fuhonsen (富本銭) ze slitiny mědi, olova a cínu ze 7. století nalezené v prefektuře Nara, o nichž se historici domnívají, že se razily za vlády císaře Temmua.

Temmu byl nejmladším synem císaře Džomeie a císařovny Kógjoku a mladší bratr císaře Tendžiho. Při narození dostal jméno Óama (大海人皇子, Óama no ódži). Jeho nástupkyní byla císařovna Džitó, která byla jak jeho neteří, tak jeho ženou. Během vlády svého staršího bratra Tendžiho byl totiž Óama přinucen oženit se s jeho čtyřmi dcerami, princeznou Uno-no-sararou, dnes známou jako císařovna Džitó, princeznou Ótou, princeznou Óe a princeznou Niitabe, jelikož Tendži byl přesvědčen, že to pomůže posílit politické vazby mezi oběma bratry. Kromě nich měl Temmu ještě další manželky, jejichž otci byli vlivní dvořané.
Temmu měl řadu dětí, se svými 10 manželkami měl celkem 11 synů a 7 dcer. Mezi jeho potomky byli 3 císařové a 2 císařovny. Poslední panovnicí z jeho rodové linie byla císařovna Kóken. 

### Události Temmuova života
Císař Temmu je prvním japonským panovníkem, jemuž byl již za jeho života (tedy nikoli až po několika generacích) přidělen titul tennō, tedy císař Japonska.
Jediným dokladem o Temmuově životě jsou záznamy v druhé nejstarší japonské kronice Nihonšoki. Nicméně tuto kroniku uspořádával jeho syn, princ Toneri, a dílo bylo sepisováno během vlády císařovy ženy a dětí, což vyvolává pochybnosti o jeho přesnosti a nestrannosti. Také v předmluvě k nejstarší dochované japonské kronice Kodžiki je o Temmuovi krátká zmínka. Je v ní uveden jako císař, který dal příkaz k sepsání obou děl.
Jeho otec zemřel, když byl ještě mlád a on vyrůstal převážně pod dohledem císařovny Kógjoku (Saimei). Jelikož korunním princem byl jeho starší bratr Tendži, neočekávalo se, že by kdy usedl na Chryzantémový trůn. Během Tendžiho vlády jej však císař určil za svého korunního prince, protože v té době neměl mezi svými syny vhodného nástupce, jelikož společenské postavení jejich matek nedosahovalo takové úrovně, která by jim zajistila potřebnou politickou podporu. Tendži svého bratra podezíral, že by mohl být natolik ctižádostivý, aby se pokusil získat trůn, a cítil potřebu posílit svoji pozici prostřednictvím politicky výhodných manželství. Poté co se mu narodil syn, princ Ótomo, jehož zplodil s dvorní dámou nižšího postavení, začal usilovat o to, aby se stal jeho následníkem. Jelikož měl Ótomo slabou politickou podporu od příbuzných z matčiny strany, nebylo podle tehdejšího obecného mínění moudré, aby nastupoval na trůn. Tendži však byl tou myšlenkou posedlý.
V roce 671 měl Óama (Temmu) dojem, že není v bezpečí, a proto se dobrovolně vzdal svého úřadu korunního prince a odešel do kláštera. Odebral se na horu Jošino v provincii Jamato. Vzal s sebou svoji ženu princeznu Uno-no-sararu a své syny. Ostatní ženy nechal v hlavním městě Omikjó v provincii Ómi (dnes Ócu).  Rok nato císař Tendži zemřel a na trůn nastoupil princ Ótomo jako císař Kóbun. Óama shromáždil vojsko a vydal se z města Jošino na východ, aby zaútočil na hlavní město z protisměru. Pochodovali provinciemi Jamato, Iga a Mino, aby zastrašili Omikjó v sousední provincii. Óamova a císařova armáda se střetly v severozápadní části provincie Mino, v místech dnešní Sekigahary v prefektuře Gifu. Toto střetnutí je známé jako džinšinská válka. Óamova armáda zvítězila a Kóbun spáchal rituální sebevraždu. Následujícího roku nastoupil Óama na trůn jako císař Temmu.
Stejně jako jeho starší bratr se i císař Temmu snažil zdokonalovat vojenské instituce, které zavedl císař Kótoku v rámci reformy Taika. S obdobím jeho vlády je spjata řada změn: především došlo ke zřízení centralizovaného ministerstva války, dále byla posílena obrana vnitrozemské oblasti v okolí hlavního města, s tím souviselo budování hradů a pevností v jeho blízkosti a v západních částech Honšú a Kjúšú. V neposlední řadě pak došlo k důkladné kontrole všech jednotek, přičemž bylo všem guvernérům provincií nařízeno, aby dokončili vybírání zbraní, jež vlastní obyvatelé jejich provincií, a jejich ukládání do k tomu zřízených skladišť a aby studovali vojenskou taktiku.
Roku 673 Temmu vrátil hlavní město zpět do Jamata v tehdejší provincii Jamato a přejmenoval nové hlavní město na Asuku (dnes Asuka v prefektuře Nara). Zde také téhož roku nastoupil na trůn, načež povýšil princeznu Uno-no-sararu na císařovnu. 

#### Události Temmuovy vlády
V roce 674 byli u japonského císařského dvora přijati vyslanci z provincie Tane (dnes v prefektuře Kagošima.
Roku 675 vydal Temmu pod vlivem buddhistické filozofie zákaz požívání masa domestikovaných zvířat (koní, dobytka, psů, opic, ptáků) platný každoročně od 1. dubna do 30. září.
V roce 680 byl ve městě Fudžiwara-kjó založen buddhistický chrám Jakušidži.
Temmu vládl ze svého hlavního města až do své smrti v roce 686. Jeho žena se stala císařovnou Džitó a vládla až do doby, kdy se jejich syn stal 42. císařem Mommu.

### Politika
V Nihonšoki je Temmu líčen jako velký novotář, ale neutralita této charakteristiky je problematická, protože dílo vznikalo pod dohledem jeho potomků. Zdá se nicméně jasné, že Temmu posílil moc císaře, když jmenoval své syny do nejvyšších úřadů ve své vládě a snížil tak tradiční vliv mocných klanů, jako byly Ótomo či Soga. Obnovil systém dědičných služebních a hodnostních titulů kabane, ale v pozměněné podobě, kdy byly některé tituly zrušeny. Nejvyšším titulům dřívějších období, Omi a Muradži, byl v novém systému snížen význam. Úřední hierarchii tvořilo nově jen osm stupňů kabane. Každému klanu bylo přiznáno nové kabane podle blízkosti k císařské pokrevní linii a věrnosti Temmuovi. 
Temmu se pokoušel zajistit rovnováhu v mocenském postavení svých synů. Odebral se s nimi na horu Jošino, kde je přinutil přísahat, že budou spolupracovat a nikdy proti sobě nebudou válčit. Tato přísaha se však posléze ukázala jako neúčinná, neboť jeden z císařových synů, princ Ócu, byl později, po Temmuově smrti, popraven pro zradu.
Ve své zahraniční politice upřednostňoval císař korejské království Silla, které v roce 676 ovládlo téměř celý Korejský poloostrov. Po tomto sjednocení Koreje se Temmu rozhodl přerušit diplomatické vztahy s Říší Tchang, zjevně proto, aby si nadále uchoval dobré vztahy se Sillou.
Ke zvyšování autority trůnu využíval rovněž náboženské struktury. Za jeho vlády se kladl zvýšený důraz na svazek mezi císařskou rodinou a svatyní Ise zasvěcenou šintoistické bohyni Amaterasu, jež byla božskou pramáti císařského rodu. Vyslal proto svoji dceru princeznu Óku do Ise jako nově ustanovenou velekněžku svatyně neboli saiō a ze státního rozpočtu financoval několik slavností a svátků. Dával rovněž najevo svoji náklonnost k buddhismu a nechal vybudovat několik velkých chrámů a klášterů. Chtěl prý, aby byla každá rodina nabádána, aby si zbudovala oltář s Buddhovou podobiznou na vyvýšeném místě  a případně i se sútrou, u něhož by se mohly konat rodinné pobožnosti. Dal tím vlastně popud ke vzniku bucudanu. Na druhé straně byli všichni buddhističtí kněží, mniši a mnišky podřízeni státní kontrole a nikdo se nemohl stát mnichem bez úředního povolení. Toto nařízení bránilo vzniku kultů a zabraňovalo rolníkům, aby odcházeli do klášterů a stávali se mnichy. 

## Rodina
Císařovna: princezna Uno-no-sarara (鸕野讃良皇女), později císařovna Džitó, dcera císaře Tendžiho
- druhý syn: princ Kusakabe (草壁皇子), otec císaře Monmu a císařovny Genšó

císařská manželka: princezna Óta (大田皇女), dcera císaře Tendžiho
- druhá dcera: princezna Óku (大伯皇女), saió ve svatyni Ise (673–686)
- třetí syn: princ Ócu (大津皇子)

císařská manželka: princezna Óe (大江皇女), dcera císaře Tendžiho
- sedmý syn: princ Naga (長皇子)
- devátý syn: princ Juge (弓削皇子)

císařská manželka: princezna Niitabe (新田部皇女), dcera císaře Tendžiho
- šestý syn: princ Toneri (舎人皇子), otec císaře Džunnina

manželka: Fudžiwara no Hikami-no-iracume (藤原氷上娘, † 682), dcera dvořana Fudžiwary no Kamatariho
- princezna Tadžima (但馬皇女), vdala se za prince Takečiho

manželka: Fudžiwara no Ioe-no-iracume (藤原五百重娘), dcera dvořana Fudžiwary no Kamatariho
- desátý syn: princ Niitabe (新田部皇子, † 735)

manželka: Soga no Ónu-no-iracume (蘇我大蕤娘), dcera dvořana Sogy no Akaeho
- pátý syn: princ Hozumi (穂積皇子)
- princezna Ki (紀皇女)
- princezna Takata (田形皇女), saiō ve svatyni Ise (706–707), později provdána za prince Mutobeho

dvorní dáma: princezna Nukata (額田王), dcera prince Kagamiho
- první dcera: princezna Tóči (十市皇女), provdána za císaře Kóbuna

dvorní dáma: Munakata no Amako-no-iracume (胸形尼子娘), dcera dvořana Unakaty-no-Kimi Tokuzena
- první syn: princ Takeči (高市皇子)

dvorní dáma: Šišihito no Kadžihime-no-iracume (宍人梶媛娘), dcera dvořana Šišihita-no-Omi Ómary
- čtvrtý syn: princ Osakabe (刑部/忍壁皇子)
- princezna Hacusebe (泊瀬部皇女), provdána za prince Kawašimu (syna císaře Tendžiho)
- princezna Taki (託基皇女/多紀皇女) (?–751), saiō ve svatyni Ise (698–před 701), později provdána za prince Šikiho (syna císaře Tendžiho)
- princ Šiki (磯城皇子)